# Höchstädt im Fichtelgebirge
Höchstädt im Fichtelgebirge este o comună din districtul Wunsiedel, regiunea administrativă Franconia Superioară, landul Bavaria, Germania. 